# اس-آلیل سیستین
اس-آلیل سیستین (به انگلیسی: S-Allyl cysteine) با فرمول شیمیایی C6H11NO2S یک ترکیب شیمیایی است. که جرم مولی آن ۱۶۱٫۲۲ گرم بر مول می‌باشد.یک ترکیب آلی است که تشکیل دهنده آن سیر تازه است. از آن مشتق شده از اسید آمینه سیستئین است که در آن یک گروه آلیل شده است به اتم گوگرد اضافه شده است. 